# 2. Handball-Bundesliga (Frauen) 1986/87
Die 2. Handball-Bundesliga (Frauen) startete auch in der Saison 1986/87 mit einer Nord- und einer Südstaffel.

## Saisonverlauf
Aus der Staffel Nord stieg der TSV Jarplund-Weding, aus der Staffel Süd die DJK Würzburg in die 1. Bundesliga auf.

## Staffel Nord

### Abschlusstabelle
| Pl. | Verein                  | Sp. | S  | U | N  | Tore      | Diff. | Punkte  |
| --- | ----------------------- | --- | -- | - | -- | --------- | ----- | ------- |
| 1.  | TSV Jarplund-Weding (A) | 18  | 15 | 0 | 3  | 0329:2550 | +74   | 030:60  |
| 2.  | TuS Eintracht Minden    | 18  | 13 | 1 | 4  | 0317:2670 | +50   | 027:90  |
| 3.  | SC Germania List (A)    | 18  | 10 | 3 | 5  | 0318:2940 | +24   | 023:130 |
| 4.  | Holstein Kiel           | 18  | 8  | 4 | 6  | 0285:2620 | +23   | 020:160 |
| 5.  | Olympia Brühl           | 18  | 8  | 1 | 9  | 0303:3040 | −1    | 017:190 |
| 6.  | TH Eilbeck              | 18  | 7  | 3 | 8  | 0286:2950 | −9    | 017:190 |
| 7.  | SC Greven 09 (N)        | 18  | 6  | 4 | 8  | 0274:2710 | +3    | 016:200 |
| 8.  | TuS Alstertal (N)       | 18  | 7  | 2 | 9  | 0251:2660 | −15   | 016:200 |
| 9.  | TSV Nord Harrislee      | 18  | 5  | 2 | 11 | 0320:3350 | −15   | 012:240 |
| 10. | MTV Herzhorn            | 18  | 0  | 2 | 16 | 0243:3770 | −134  | 02:340  |

Aufsteiger in die 1. Bundesliga: SG Jarplund-Weding-Adelby

Absteiger aus der 1. Bundesliga: SV Süd Braunschweig

Absteiger in die Regionalligen: TuS Alstertal, TSV Nord Harrislee und MTV Herzhorn

Aufsteiger aus den Regionalligen: Buxtehuder SV, OSC 04 Rheinhausen und Reinickendorfer Füchse

Der TSV Jarplund-Weding schließt sich mit dem SV Adelby zur SG Jarplund-Weding-Adelby zusammen.

### Entscheidungen
| (A) | Absteiger aus der 1. Bundesliga 1985/86 |
| (N) | Neuling/Aufsteiger 1985/86              |

## Staffel Süd

### Abschlusstabelle
| Pl. | Verein                         | Sp. | S  | U | N  | Tore      | Diff. | Punkte  |
| --- | ------------------------------ | --- | -- | - | -- | --------- | ----- | ------- |
| 1.  | DJK Würzburg                   | 16  | 13 | 1 | 2  | 0310:2350 | +75   | 027:50  |
| 2.  | TSF Ludwigsfeld                | 16  | 11 | 0 | 5  | 0270:2520 | +18   | 022:100 |
| 3.  | TSV Tempelhof-Mariendorf       | 16  | 8  | 2 | 6  | 0281:2750 | +6    | 018:140 |
| 4.  | VfL Neckargartach (N)          | 16  | 8  | 0 | 8  | 0254:2520 | +2    | 016:160 |
| 5.  | DJK Schwarz-Weiß Wiesbaden (N) | 16  | 6  | 2 | 8  | 0258:2640 | −6    | 014:180 |
| 6.  | VfB Gießen                     | 16  | 7  | 0 | 9  | 0264:2810 | −17   | 014:180 |
| 7.  | SG Kleenheim                   | 16  | 5  | 3 | 8  | 0231:2550 | −24   | 013:190 |
| 8.  | TSV Dachau                     | 16  | 4  | 3 | 9  | 0241:2630 | −22   | 011:210 |
| 9.  | HSW Humboldt Berlin            | 16  | 4  | 1 | 11 | 0238:2700 | −32   | 09:230  |

Aufsteiger in die 1. Bundesliga: DJK Würzburg

Absteiger aus der 1. Bundesliga: 1. FC Nürnberg

Absteiger in die Regionalligen: HSW Humboldt Berlin

Aufsteiger aus den Regionalligen: DJK Marpingen und TuS Metzingen

### Entscheidungen
| (N) | Neuling/Aufsteiger 1985/86 |